# نيكولا ايفانوف (ضابط)
نيكولا ايفانوف (بالبلغارية: Никола Иванов Иванов)‏ هو ضابط بلغاري، ولد في 2 مارس 1861 في Kalofer ‏ في بلغاريا، وتوفي في 10 سبتمبر 1940 في صوفيا في بلغاريا.